# Río Blanco (vattendrag i Chile, Región de la Araucanía, lat -38,44, long -71,99)
Río Blanco är ett vattendrag  i Chile.   Det ligger i regionen Región de la Araucanía, i den södra delen av landet, 600 km söder om huvudstaden Santiago de Chile.
I omgivningen kring Río Blanco växer huvudsakligen savannskog och området är  ganska glesbefolkat, med 25 invånare per kvadratkilometer.